# Comuna primitivă
Comuna primitivă este un concept ce își are originea în gândirea lui Karl Marx și Friedrich Engels care au susținut că societățile de vânători-culegători se bazau, în mod tradițional, pe egalitarism în relațiile sociale și pe proprietate comună. O principală sursă de inspirație, atât pentru Marx, cât și pentru Engels, au fost descrierile făcute de Lewis Henry Morgan "comunismului în viață", așa cum este practicat de populația Iroquois din America de Nord. La Marx, în modelul structurilor socio-economice concepute de el, societățile bazate pe comunismul primitiv nu au avut o ierarhie bazată pe clase sociale sau pe acumulări de capital.
Engels a oferit prima detaliere a teoretizării comunei primitive în 1884, publicând Originea familiei, a proprietății private și a statului. Marx și Engels au folosit termenul în sens mai larg decât au făcut-o mai târziu marxiștii, aplicându-l nu doar la vânători-culegători ci și la unele comunități agricole de subzistență. Societățile de vânători-culegători de natură egalitariană și comunistă au fost studiate și descrise de mulți socio-antropologi, inclusiv James Woodburn, Richard Lee, Alan Barnard și, mai recent, Jerome Lewis.